# Pelochrista fulvostrigana
Pelochrista fulvostrigana es una especie de polilla perteneciente al género Pelochrista, categorizada en la tribu Eucosmini, de la subfamilia Olethreutinae.

## Distribución
Se distribuye por Francia.

## Taxonomía
Fue descrita por Constant en 1888 y publicada por primera vez en Annls Soc. ent. Fr. (6) 8: 168.